# Juan Bautista Gavilán
Juan Bautista Gavilán Velásquez (ur. 24 czerwca 1951 w Eusebio Ayala) – paragwajski duchowny rzymskokatolicki, od 2001 biskup Coronel Oviedo.

## Życiorys
Święcenia kapłańskie otrzymał 18 grudnia 1974 i został inkardynowany do diecezji Caacupé. Pełnił funkcje m.in. przewodniczącego diecezjalnej komisji ds. katechizacji, rektora miejscowego niższego seminarium, a także wikariusza biskupiego ds. duszpasterskich.

### Episkopat
5 marca 1994 papież Jan Paweł II mianował go biskupem diecezji Concepción en Paraguay. Sakry biskupiej udzielił mu 8 maja 1994 ówczesny nuncjusz apostolski w Paragwaju, abp José Sebastián Laboa Gallego.
18 grudnia 2001 został przeniesiony na stolicę biskupią Coronel Oviedo.